# Dabiq (stad)
Dabiq (arabiska: دابق) är en stad i norra Syrien och en del av A'zaz-distriktet i nordöstra Aleppo. Den ligger cirka 10 km från den turkiska gränsen. Dabiq hade 2004 en befolkning på cirka 3 364 invånare.  
I islamisk eskatologi menas det att Dabiq är en av två möjliga platser (den andra är Amaq) för en episk kamp mellan invaderande kristna och de försvarande muslimerna som kommer att leda till en muslimsk seger och markera inledningen på världens ände. 